# Hessischer Radfernweg R7

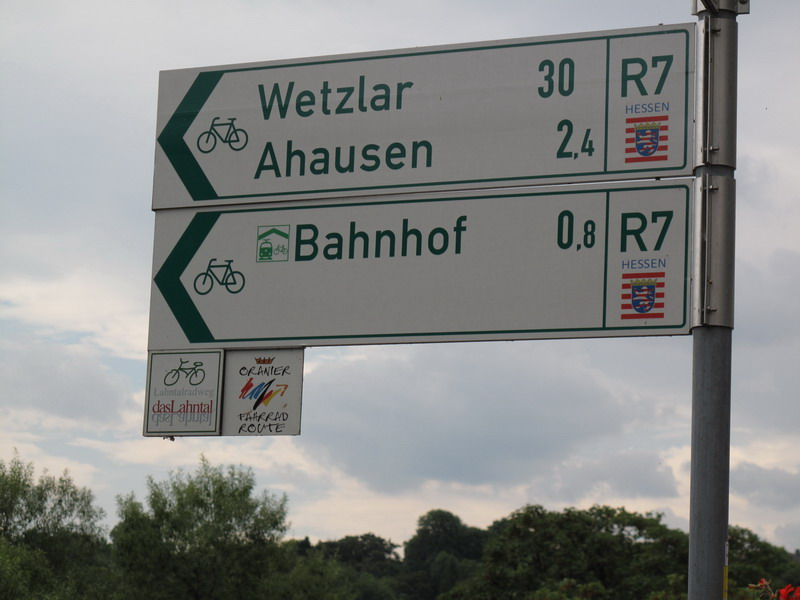
Hessischer Radfernweg R7 in Weilburg

Der Hessische Radfernweg R7 ist einer von neun Radfernwegen in Hessen. Er steht unter dem Motto Von der Lahn zur Werra, wird aber auch als Domradweg bezeichnet, da er an zwei Domen in Limburg und Wetzlar vorbeiführt. Er hat eine Gesamtlänge von 215 Kilometer und durchstreift das Lahntal, den Vogelsberg und das Fuldatal. Der Radweg ist überwiegend asphaltiert.

## Verlauf
| Stationen     | Sehenswürdigkeiten                                  |
| ------------- | --------------------------------------------------- |
| Limburg       | Limburger Dom, Altstadt                             |
| Runkel        | Burg Runkel, Marmorbrücke Villmar                   |
| Weilburg      | Schloss Weilburg, Altstadt                          |
| Braunfels     | Schloss Braunfels, Altstadt                         |
| Wetzlar       | Wetzlarer Dom, Altstadt, Museen, Burgruine Kalsmunt |
| Gießen        | Mathematikum, Liebig-Museum                         |
| Großen-Buseck | Schloss Großen-Buseck, Evangelische Kirche          |
| Grünberg      | Historische Altstadt                                |
| Ulrichstein   | Blick über den Vogelsberg vom Schlossberg           |
| Lauterbach    |                                                     |
| Bad Hersfeld  | Stiftsruine Bad Hersfeld                            |
| Philippsthal  |                                                     |

## Schnittpunkte mit anderen Radwegen
Der Hessische Radfernweg R7 ist von Limburg bis Gießen Teil des Lahnradweges, der den Fernradweg an der Lahn über Diez, Nassau und Bad Ems nach Lahnstein bei Koblenz fortsetzt.
In Limburg an der Lahn und Dietkirchen besteht Anschluss an den Hessischen Radfernweg R8, der in Nord-Süd-Richtung verläuft.
Kurz vor Weilburg mündet der Weiltalweg, der vom Großen Feldberg kommt. Bis Weilmünster verläuft dieser Radweg auf einer flachen ehemaligen Bahntrasse.
In Wetzlar beginnt der Dilltalradweg der bis nach Haiger führt. 
In Grünberg wird der Hessische Radfernweg R6 geschnitten, der von Diemelstadt nach im Norden über Kirchhain, Grünberg und Usingen nach Lampertheim im Süden führt.
Ab Ulrichstein verläuft der R7 in Richtung Osten ein Stück parallel zum Hessischen Radfernweg R4, der im Norden in Bad Karlshafen im Reinhardswald über Alsfeld und die Wetterau nach Hirschhorn im Odenwald führt.
In Lauterbach bestehende Verbindungen zum Vulkanradweg und dem Hessischen Radfernweg R2.
In Philippsthal besteht zudem Anschluss an den Ulstertal-Radweg.